# 立言香港
立言香港（英語：Lab in Hong Kong），是於2017年成立的香港民主派組織，現任召集人為元朗區議員張秀賢。立言香港於成立後，於2019年香港區議會選舉取得兩個議席。

## 議員

### 區議員
立言香港沒有區議會議席，前區議員包括：
| 區議會     | 選區號碼 | 選區 | 議員   | 2020-2023 | 備註                 |
| ---------- | -------- | ---- | ------ | --------- | -------------------- |
| 屯門區議會 | L13      | 三聖 | 巫堃泰 | →         | 於2021年7月8日請辭   |
| 元朗區議會 | M04      | 元龍 | 張秀賢 | →         | 於2021年10月21日請辭 |

## 外部連結
- 立言香港Facebook專頁 （页面存档备份，存于）